# North Slave Region
Die North Slave Region ist eine von fünf Verwaltungsregionen in den Northwest Territories. Die Region besteht aus sieben Gemeinden. Die Regionalverwaltung hat ihren Hauptsitz in Yellowknife und eine Außenstelle in Behchokò. Mit Ausnahme von Yellowknife wird die Region vor allem von First Nations bewohnt.

## Gemeinden
In der Verwaltungsregion gibt es die nachfolgenden Gemeinden:
| Behchokò    | community government a | 149    | 129    |
| Dettah      | Settlement (Siedlung)  | 210    | 219    |
| Gamèti      | community government a | 253    | 278    |
| Łutselk'e   | Settlement             | 295    | 303    |
| Wekweeti    | community government a | 141    | 129    |
| Whatì       | community government a | 492    | 470    |
| Yellowknife | City (Stadt)           | 19,234 | 19,569 |